# 王棟 (正德進士)
王棟（1485年—16世紀），字隆吉，四川順慶府南充縣人，明朝政治人物。

## 生平
王棟是正德二年（1507年）丁卯科四川乡试第十名舉人，次年（1508年）聯捷戊辰科進士，獲授開州知州，調任濮州，事務處理得當。六年（1511年）河朔流寇入境，得知他組練兵甲、修繕城牆後都不敢靠近，他也不時出奇兵，多次擒獲賊人；次年（1512年）陞任山東按察司僉事，整飭兗州兵備道，轉陝西按察司僉事，到嘉靖三年（1524年）再陞為湖廣布政司右參議，死後入祀濮州名宦祠，而南充東龍門寺有他手書的石刻「龍門」兩大字，也入祀鄉賢祠。

## 家族
曾祖王仲玉。祖王能。父王充，训导。前母王氏；母譙氏。具庆下。兄溥、表、柱、弟希賢。
王栋之子王之臣为嘉靖戊戌進士。